# Route nationale 315 (Inde)
Pour les articles homonymes, voir Route nationale 315 (homonymie).
La Route nationale 315 (en anglais : National Highway 315, sigle NH 315), une route nationale  en Inde qui s'étend de Makum (en) dans l'Assam jusqu'au col de Pangsau dans l'Arunachal Pradesh, situé à la frontière entre la Birmanie et l'Inde.
Il s'agit d'un raccordement de la route nationale 15.

## Tracé
Parmi les principaux lieux sur cette route : col de Pangsau , Digboi, Margherita, Ledo, Lekhapani, Tipong, Jairampur, Nampong